# Ипиранга (река)
Ипиранга (порт. Ipiranga) — небольшая река в Бразилии, протекающая в районе Ипиранга в Сан-Паулу. Приток реки Тамандуатей. Протяжённость реки составляет 9 километров.
Своё название река получила от слова Ipiranga языка тупи, что в буквальном переводе означает «красная река» (y — «река, вода», pyrang — «красный»).
На берегу этой реки 7 сентября 1822 года была символически провозглашена независимость Бразилии принцем и наследником португальского престола Доном Педру. После этого была основана Бразильская империя, которую он и возглавил. В память об этих событиях Ипиранга упомянута в первой строчке бразильского гимна.
В настоящее время река сильно загрязнена, и большая её часть находится под землей.